# 可變成本法

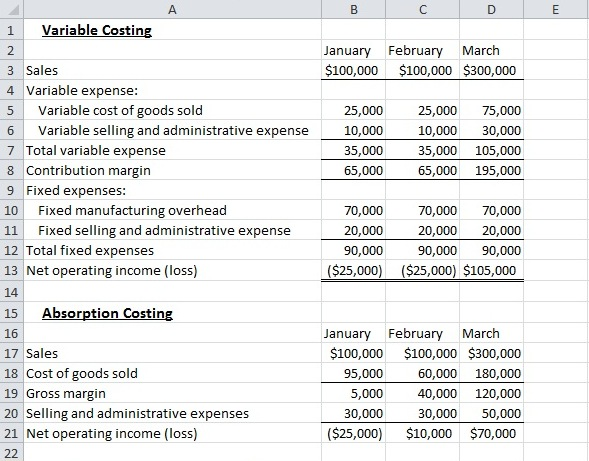
損益帳中分別使用可變成本法和吸收成本法。

可變成本法（Variable costing）或邊際成本法（Marginal costing）是一種會計學概念，它只計算提供服務時會直接影響生產過程的成本，而不計算固定成本（fixed costs），這亦是它與吸收成本法的差異。由於可以直接反映生產過程產生的可變成本，在做決策之時一般會採用邊際成本法。在製作損益帳時，一般會以貢獻（Contribution）作為不計算固定成本的總數。